# Ронти
Ронти (пол. Rąty, нім. Ronty) — село в Польщі, у гміні Сомоніно Картузького повіту Поморського воєводства.
Населення — 567 осіб (2011).
У 1975-1998 роках село належало до Гданського воєводства.

## Демографія
Демографічна структура станом на 31 березня 2011 року:
|          | Загалом | Допрацездатний вік | Працездатний вік | Постпрацездатний вік |
| -------- | ------- | ------------------ | ---------------- | -------------------- |
| Чоловіки | 288     | 90                 | 187              | 11                   |
| Жінки    | 279     | 92                 | 151              | 36                   |
| Разом    | 567     | 182                | 338              | 47                   |